# Scuola enologica di Conegliano

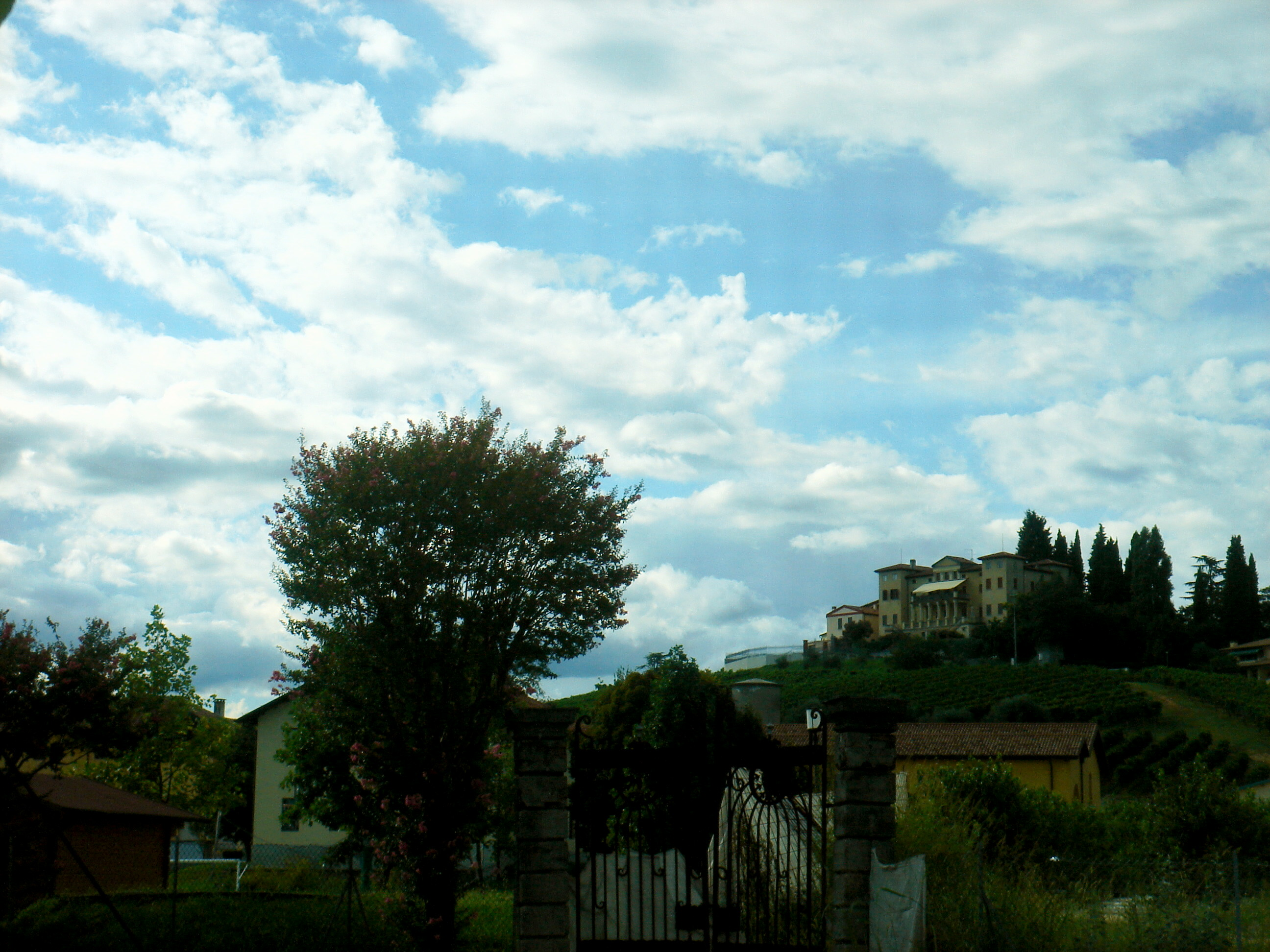
Veduta sull'area retrostante la scuola enologica

La scuola enologica è un istituto di scuola media superiore di Conegliano, una delle undici d'Italia in cui si studia l'enologia.

## Storia
L'I.S.I.S.S. "G.B. Cerletti" di Conegliano, storicamente conosciuto come la Scuola Enologica, fu istituito nel 1876, primo in Italia. La sede fu istituita a Conegliano in quanto luogo di produzione, insieme a Valdobbiadene, del vino Prosecco. Nello stesso periodo sono state fondate analoghe istituzioni in altre città note per la loro produzione vinicola, quali San Michele all'Adige (1874), Avellino (1879), Alba (1881) e successivamente Asti, Catania, Cividale del Friuli, Locorotondo, Marsala, Roma, Siena. A dirigerla fu chiamato l'ingegner Giovanni Battista Cerletti, al quale la scuola è oggi intitolata.
Situata dapprima nel centro cittadino, fu spostata nella sede attuale nel 1924, dotata di attrezzati laboratori e di un ampio terreno retrostante, adibito alle tecniche sperimentali di coltivazione della vite.
Comprendendo tutte le specializzazioni, attualmente conta più di 1200 allievi (con la sede distaccata dell IPSAA "Corazzin" di Piavon di Oderzo - TV). 
Nell'area dell'istituto è stato creato il Campus di Conegliano dell'Università di Padova sede del corso di laurea triennale in Scienze e Tecnologie Vitivinicole ed Enologiche e del CIRVE Centro Interdipartimentale per la Ricerca in Viticoltura ed Enologia . È inoltre sede del Centro di ricerca per la viticoltura (VIT) del CRA.